# Agostino Gallo
Pour les articles homonymes, voir Gallo (homonymie).
 (juillet 2019).
Si vous disposez d'ouvrages ou d'articles de référence ou si vous connaissez des sites web de qualité traitant du thème abordé ici, merci de compléter l'article en donnant les références utiles à sa vérifiabilité et en les liant à la section « Notes et références ».
Agostino Gallo (né en 1499 à Brescia, en Lombardie et mort en 1570) était un agronome italien du XVIe siècle.

## Biographie
Quoiqu'il ne se fût pas livré à l'étude des lettres, Agostino Gallo réunissait cependant à un esprit d'observation toutes les connaissances qui, à cette époque, pouvaient concourir à former un bon agriculteur. Son caractère moral et les utiles travaux auxquels il se livra pendant tout le cours de sa vie lui attirèrent l'estime et l'amitié des hommes distingués de son temps. Il se livra à la culture des terres dans sa patrie, qui était alors la partie la plus fertile et la mieux cultivée de l'Italie.
Non content d'observer les bonnes méthodes qu'il avait sous les yeux, il étudia les ouvrages des anciens et des modernes, fit de nouveaux essais, introduisit de nouvelles cultures, et parvint, après une longue expérience, à être le premier agronome de son siècle. C'est alors qu'il entreprit la rédaction d'un ouvrage, qu'il publia à l'âge de soixante-six ans, après y avoir travaillé pendant douze années.
L'on peut considérer Gallo comme le père ou le restaurateur de l'agriculture italienne ; ses écrits présentent en effet des choses qu'on n'avait pas dites avant lui ; et sa pratique, des méthodes et des cultures inconnues à ses compatriotes avant qu'il les introduise parmi eux. Telle est par exemple la culture du riz, celle de la luzerne, qui n'était connue à cette époque qu'en Espagne ; les Italiens avaient oublié le nom de cette dernière plante, et les grands avantages qu'en retiraient leurs ancêtres.
L'ouvrage de Gallo, intitulé le Vinti giornate dell' agricoltura et de piaceri délia villa etc., vit le jour en 1550, et n'était composé que de dix journées ; peu de temps après, l'auteur en ajouta trois dans une nouvelle édition, qui fut réimprimée plusieurs fois ; et enfin l'ouvrage parut en 1569 en vingt journées et avec un certain nombre de figures. La dernière et la plus complète est celle de Brescia, in-4° ; elle renferme la vie et les lettres de l'auteur avec une instruction sur la culture du maïs et des notes. Cet ouvrage a eu plus de vingt éditions en italien, et a été traduit en français.
Haller, en parlant de Gallo, s'exprime ainsi : Verbonius senex, omnia obvia, etiam aliéna profert ; non satisfecit mihi neque in hortis neque in agrorum cultu. Cette critique est injuste, si ce n'est sous le rapport du style, diffus quoique élégant. La forme de dialogue, très usitée à l'époque où écrivait Gallo, ajoute encore à la verbosité de l'auteur ; mais il ne mérite pas l'inculpation de plagiat, puisque, ainsi que nous l'avons observé, il n'a en général donné des préceptes que d'après sa propre expérience.
Les Vingt journées d'agriculture offrent encore au XIXe siècle aux cultivateurs pratiques dont l'éducation n'a pas été soignée, le traité, sinon le plus complet, du moins l'un des plus utiles qu'ils puissent lire. On y trouve cependant plusieurs préjugés, quoique l'auteur combatte très souvent ceux de son siècle. Il mourut en 1570, peu avant la publication de son livre en français : Secrets de la vraye agriculture, et honestes plaisirs qu'on reçoit en la mesnagerie des champs, pratiquez et experimentez tant par l'autheur qu'autres experts en ladicte sciences divisez en XX journées, par Dialogues. Traduits en français de l'italie de Messer Augustin gentilhomme Brescian, par François de Belleforest, Comingeois. Paris, Nicolas Chesneau, 1571.